# Дејвид Боријаназ
Дејвид Боријаназ (енгл. David Boreanaz; Буфало, 16. мај 1969) је амерички глумац познат по улози Силија Бута у телевизијској драми Боунс. Глумио је и у серијама Бафи, убица вампира и Ејнџел.